# Graciella flavovittata
Graciella flavovittata là một loài bọ cánh cứng trong họ Cerambycidae.